# Hoppegarten

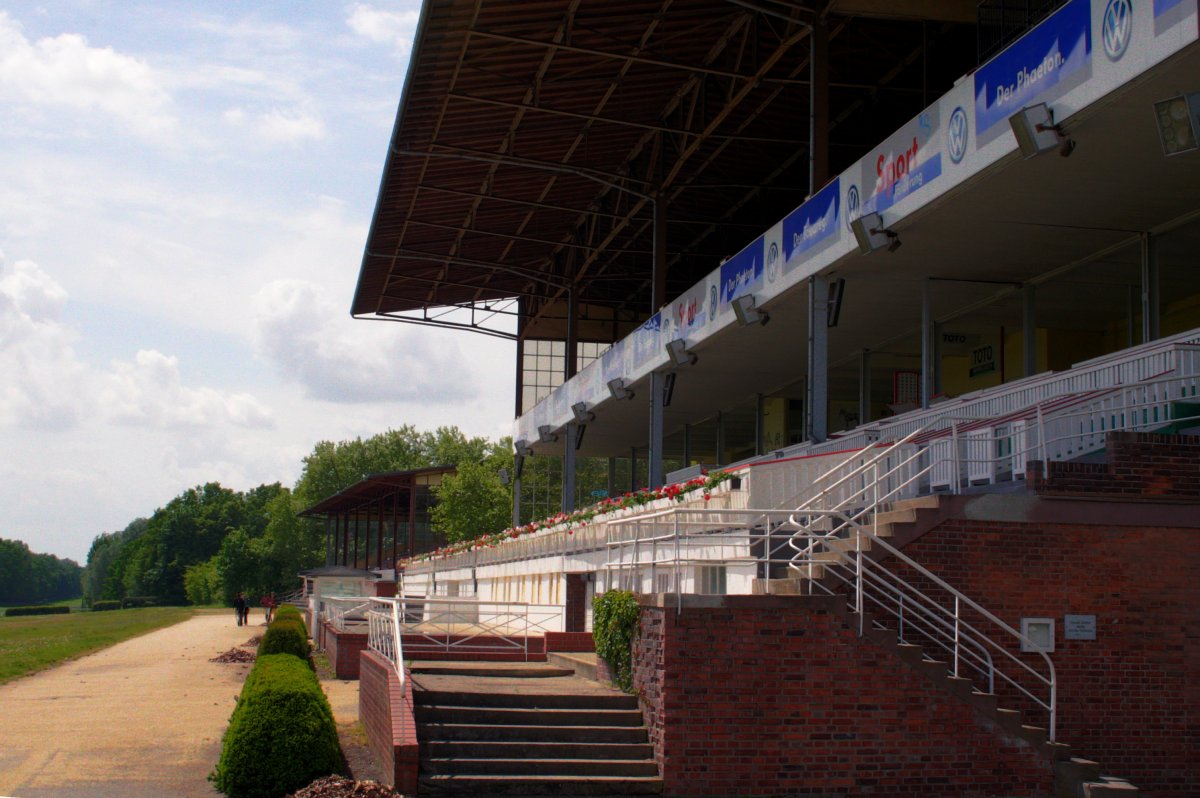
Hoofdtribune van de Galoppenrennbahn Hoppegarten, mei 2007

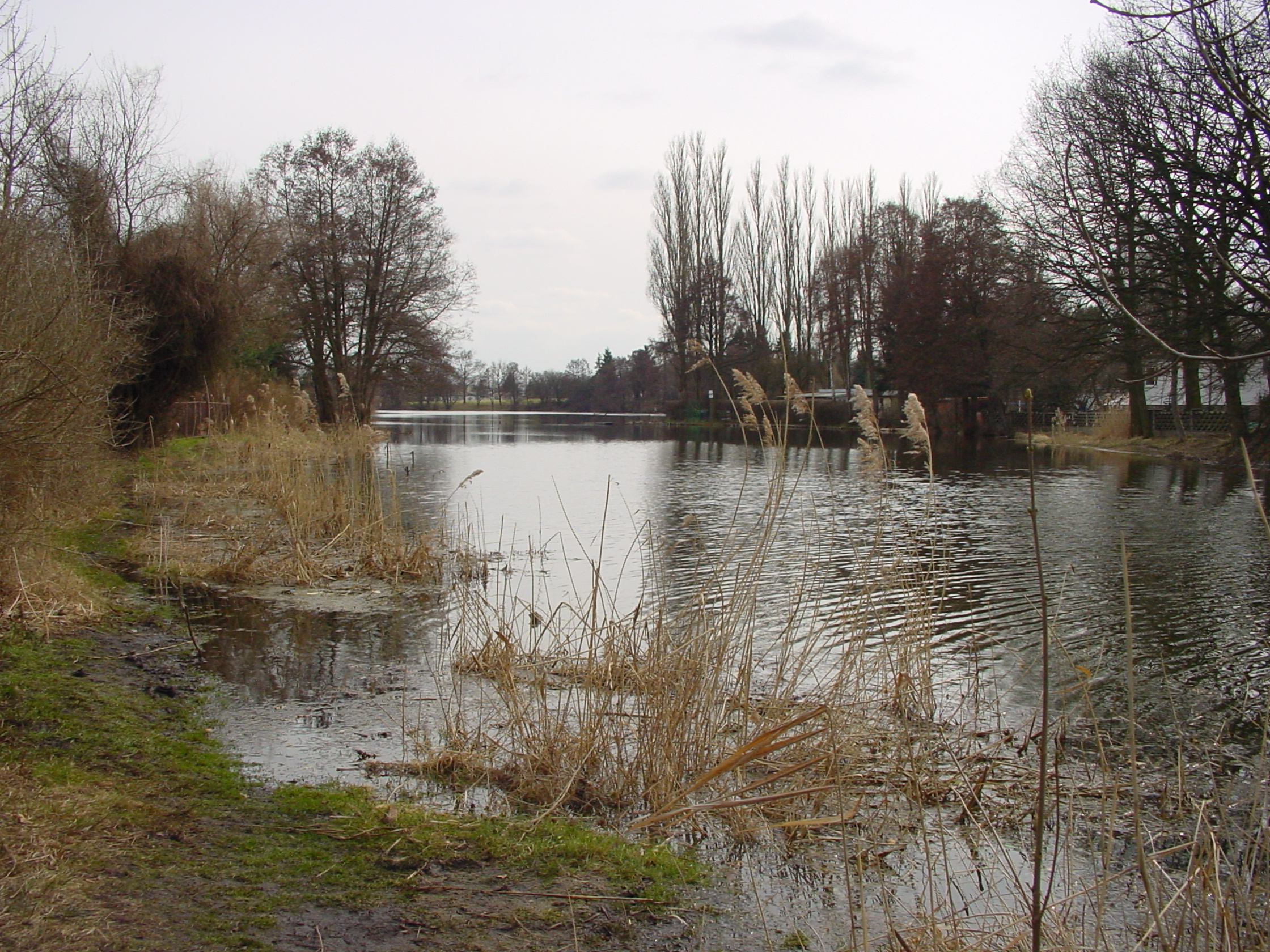
Haussee meer bij Hönow

Hoppegarten is een gemeente in de Duitse deelstaat Brandenburg, en maakt deel uit van het Landkreis Märkisch-Oderland. De plaats grenst aan de oostzijde van Berlijn.
Hoppegarten telt 18.202 inwoners.

## Sport en recreatie
- In Hoppegarten ligt sinds 1868 de paardenrenbaan Galoppenrennbahn Hoppegarten.
- Dwars door Hoppegarten loopt de Europese wandelroute E11. De E11 loopt van Den Haag naar het oosten, op dit moment tot de grens Polen/Litouwen. Ter plaatse komt de route van het zuiden vanaf Berlin-Friedrichshagen door de bossen langs de Neuenhagener Mühlenfließ, Schloß Dahlwitz, en de paardenrenbaan en vervolgt oostwaarts naar Neuenhagen bei Berlin.

Altlandsberg ·
Alt Tucheband ·
Bad Freienwalde ·
Beiersdorf-Freudenberg ·
Bleyen-Genschmar ·
Bliesdorf ·
Buckow (Märkische Schweiz) ·
Falkenberg ·
Falkenhagen (Mark) ·
Fichtenhöhe ·
Fredersdorf-Vogelsdorf ·
Garzau-Garzin ·
Golzow ·
Gusow-Platkow ·
Heckelberg-Brunow ·
Höhenland ·
Hoppegarten ·
Küstriner Vorland ·
Lebus ·
Letschin ·
Lietzen ·
Lindendorf ·
Märkische Höhe ·
Müncheberg ·
Neuenhagen bei Berlin ·
Neuhardenberg ·
Neulewin ·
Neutrebbin ·
Oberbarnim ·
Oderaue ·
Petershagen/Eggersdorf ·
Podelzig ·
Prötzel ·
Rehfelde ·
Reichenow-Möglin ·
Reitwein ·
Rüdersdorf bei Berlin ·
Seelow ·
Strausberg ·
Treplin ·
Vierlinden ·
Waldsieversdorf ·
Wriezen ·
Zechin ·
Zeschdorf